# Бисе ле Ги
Бисе ле Ги (фр. Bucey-lès-Gy) насеље је и општина у источној Француској у региону Франш-Конте, у департману Горња Саона која припада префектури Везул.
По подацима из 2011. године у општини је живело 642 становника, а густина насељености је износила 30,14 становника/km². Општина се простире на површини од 21,30 km². Налази се на средњој надморској висини од 245 метара (максималној 406 m, а минималној 206 m).

## Демографија
| 1962. | 1968. | 1975. | 1982. | 1990. | 1999. | 2011. |
| ----- | ----- | ----- | ----- | ----- | ----- | ----- |
| 658   | 623   | 572   | 581   | 583   | 593   | 642   |

График промене броја становника у току последњих година